# NWA Canadian Tag Team Championship (Calgary version)
Il NWA Canadian Tag Team Championship (Calgary version), è stato un titolo della divisione tag attivo promosso dalla Stampede Wrestling, territorio della National Wrestling Alliance (NWA) attivo principalmente in Alberta.
Il titolo fu attivo dal 1954 al 1964, quando fu disattivato per il suo poco utilizzo.

## Storia
Il titolo fu introdotto nel territorio dell'Alberta nel 1954, ma già a partire dal 1950 alcuni tag team iniziarono ad assegnarsi un generico titolo nazionale, considerato di fatto un precursore di questo. Se non si considera la versione di Toronto, che non è mai stata ufficialmente sanzionata dalla NWA, si tratta della prima versione del titolo riconosciuta come titolo NWA, che iniziò ad essere promosso regolarmente dalla Stampede Wrestling nel 1954. 
A causa della poca popolarità della divisione tag nella zona, il titolo fu poco utilizzato e la Stampede smise di promuoverlo nel 1964, iniziando a riconoscere saltuariamente la versione di Vancouver del titolo. 

## Albo d'oro
| Legenda  |                                                                               |
| -------- | ----------------------------------------------------------------------------- |
| #        | Indica il numero del regno titolato                                           |
| Regno    | Viene indicato il numero del regno del campione                               |
| Data     | La data in cui il titolo è stato vinto                                        |
| Località | Indica il luogo in cui il titolo è stato vinto                                |
| Note     | Indica notizie particolari riguardanti i cambi di titolo o altre informazioni |

| #                          | Campione                           | Regno | Data             | Giorni | Località          | Evento     | Note | Fonti |
| -------------------------- | ---------------------------------- | ----- | ---------------- | ------ | ----------------- | ---------- | --- | ----- |
| 1                          | Al Mills e Lou Newman              | 1     | maggio 1950      | --     | --                | --         | Promossi come detentori di un generico Canadian Tag Team Title, considerato precursore di questo. |       |
| 2                          | Joe Corbett e Stu Hart             | 1     | 8 giugno 1950    | --     | Calgary, Alberta  | House show | Promossi come detentori di un generico Canadian Tag Team Title, considerato precursore di questo. |       |
| Storia del titolo non nota |                                    |       |                  |        |                   |            | |       |
| 3                          | Al Mills e Tiny Mills              | 1     | gennaio 1954     | --     | --                | House show | Promossi come primi detentori del NWA Canadian Tag Team Title, anche se non è noto se abbiano vinto un torneo o se il titolo gli sia stato assegnato d'ufficio.                                              |       |
| 4                          | Ilio DiPaolo e Tex McKenzie        | 1     | 2 novembre 1954  | 14     | Edmonton, Alberta | House show | |       |
| 5                          | Al Mills e Tiny Mills              | 2     | 16 novembre 1954 | 41     | Edmonton, Alberta | House show | |       |
| 6                          | Ilio DiPaolo e Tex McKenzie        | 2     | 27 dicembre 1954 | --     | Calgary, Alberta  | House show | Alcune fonti riportano i due come vincitori di un incontro non titolato. |       |
| —                          | Vacante                            | —     | 1955             | —      | —                 | —          | Il titolo fu reso vacante per motivi non noti. |       |
| 7                          | Fritz Von Erich e Karl Von Schober | 1     | giugno 1956      | --     | --                | --         | I due furono annunciati come detentori del titolo al loro arrivo nel territorio. Sconfissero George Scott e Sandy Scott, detentori di un generico Alberta Tag Team Championship il 16 giugno 1956 a Calgary. |       |
| Storia del titolo non nota |                                    |       |                  |        |                   |            | |       |
| 8                          | Dick Hutton e Gene Kiniski         | 1     | luglio 1957      | --     | --                | --         | |       |
| Storia del titolo non nota |                                    |       |                  |        |                   |            | |       |
| 9                          | Prof. Ragmop e Tiger Joe Tomasso   | 1     | gennaio 1960     | --     | --                | --         | |       |
| Storia del titolo non nota |                                    |       |                  |        |                   |            | |       |
| 10                         | Luther Lindsay e Nelson Royal      | 1     | 11 marzo 1960    | --     | Calgary, Alberta  | House show | Vincendo il titolo contro Ivan e Karol Kalmikoff, ma non è noto se i due fossero campioni in carica o se si trattasse di un incontro per assegnare il titolo vacante.                                        |       |
| Storia del titolo non nota |                                    |       |                  |        |                   |            | |       |
| 11                         | Dave Ruhl e John Smith             | 1     | luglio 1961      | --     | --                | --         | |       |
| Storia del titolo non nota |                                    |       |                  |        |                   |            | |       |
| 12                         | Al Costello e Roy Heffernan        | 1     | ottobre 1964     | --     | --                | --         | |       |
| 13                         | Don Leo Jonathan e Roy McClarty    | 1     | 29 ottobre 1964  | 28     | Edmonton, Alberta | House show | Costello e Heffernan contestarono il cambio di titolo, che però fu riconosciuto dalla NWA. |       |
| 14                         | Al Costello e Roy Heffernan        | 2     | 26 novembre 1964 |        | Edmonton, Alberta | House show | I due considerano il regno come una continuazione del precedente, non riconoscendo il cambio di titolo, ma la NWA lo considera come un secondo regno.                                                        |       |
| —                          | Disattivato                        | —     | 1964             | —      | —                 | —          | Il titolo smise di essere promosso alla fine del 1964, quando in quegli anni nel territorio veniva promossa la versione di Vancouver del titolo.                                                             |       |